# 辛旽
辛旽（：／ Sin Don；？—1371年）是高麗王朝末期的僧人，高麗恭愍王時期的寵臣。法名遍照（：／ Pyeonjo），辛旽是其還俗後的名字。號清閑居士。

## 生平
根據《東國僧尼錄》記載，遍照的父親不詳，母親是桂城縣玉川寺的奴婢。由於當時子女身份從母的制度，遍照被當作賤民，受人輕視。後來被金元命举荐给恭愍王，與恭愍王交談十分投機，多次召入宮中。李承慶、鄭之雲等大臣認為他惑亂君王，將要殺他。恭愍王秘密令遍照躲避，等1364年二人死後蓄髮還俗，改名辛旽，入宮。恭愍王十分信任他，稱之為師傅，國政大事皆諮詢於他。次年封真平侯，委以重任。1366年設立田民弁正都監後，辛旽擔任判事。當時土地兼併日益嚴重，辛旽將大莊園主的土地分給窮人，並將莊園主的私人奴婢恢復為良人，受到了下層百姓的擁戴。
辛旽的改革受到了上層社會的強烈反對，大臣們對他恨之入骨。辛旽蓄髮娶妻，沒有正式的僧人品位；而且可以隨意出入國王的宮殿，甚至可以同恭愍王「並據胡床」。1369年，辛旽以風水說慫恿恭愍王遷都，自封「五道都事審官」。權臣李仁任慫恿大臣們告發辛旽欲借機弒殺恭愍王謀反。恭愍王大怒，將辛旽流放水原。1371年，在群臣的要求下，辛旽被以叛逆罪處死並將屍體焚毀。
根據《高麗史》和《東國僧尼錄》的記載，辛旽同各大臣的妻妾皆有染，恭愍王无子嗣却指认宠幸辛旽的小妾般若生下一子後來的高麗王王禑，因此王禑和其兒子王昌被《高麗史》當作「偽王」，不被列入「世家」之中，並稱之為「辛禑」和「辛昌」。然而現在史學家多認為這是朝鮮王朝對兩位國王的污蔑，以借機證明李成桂的王位比二位國王更合法。

## 相關影視
- 《開國》，KBS電視劇，1983年
- 《辛旽》，MBC電視劇，2005年
- 《大風水》，SBS電視劇，2012年